# Touba (departement)
Touba är ett departement i Elfenbenskusten. Det ligger i regionen Bafing, i den västra delen av landet, 300 km nordväst om huvudstaden Yamoussoukro.